# Osiecko (województwo opolskie)
Osiecko (dodatkowa nazwa w j. niem. Oschietzko) – wieś w Polsce położona w województwie opolskim, w powiecie oleskim, w gminie Zębowice.
W latach 1975–1998 miejscowość położona była w województwie opolskim.
W 1936 roku hitlerowska administracja III Rzeszy, chcąc zatrzeć słowiańskie pochodzenie nazwy wsi, przemianowały ją ze zgermanizowanej na nową, całkowicie niemiecką nazwę Lichtenrode